# Richard Webster (1er vicomte Alverstone)
Pour les articles homonymes, voir Richard Webster et Webster.
Richard Everard Webster (né le 22 décembre 1842 et décédé le 15 décembre 1915), 1er vicomte Alverstone, est un homme politique et homme de loi britannique qui exerce de hautes fonctions gouvernementales.

## Biographie
Il est député pour l'île de Wight.
En tant que procureur général, il fit voter la Criminal Law Amendment Act (1885) et dans la foulée représenta la couronne au procès de W. T. Stead dont la campagne de presse « The Maiden Tribute of Modern Babylon » avait été à l'origine du vote de cette même loi.